# Кушто-Ключ
Кушто-Ключ — деревня в Шарканском районе Удмуртской республики.

## География
Находится в центральной части Удмуртии на расстоянии приблизительно 19 км на запад-юго-запад по прямой от районного центра села Шаркан.

## История
Основана в 1750 году переселенцами из деревни Идыгрон. В 1873 году здесь (починок Куштоключ) учтено 12 дворов, в 1893 — 29, в 1905 — 37, в 1924 (уже деревня Кушто-Ключ) — 46. До 2021 года входила в состав Заречно-Вишурского сельского поселения.

## Население
Постоянное население составляло 96 человек (1873 год), 218 (1893), 263 (1905), 275 (1924), 56 человек в 2002 году (удмурты 96 %), 38 в 2012.